# فرودگاه صدام
فرودگاه صدام (به انگلیسی: Sedam Airport) یک فرودگاه خصوصی است که یک باند فرود آسفالت دارد و طول باند آن ۱۴۶۶ متر است. این فرودگاه در کشور هند قرار دارد و در ارتفاع ۴۲۵ متری از سطح دریا واقع شده است.